# والتر بيتر كيلينغ
والتر بيتر كيلينغ (بالإنجليزية: Walter Angus Keeling)‏ هو قاضي ومحامي أمريكي، ولد في 22 نوفمبر 1873 في كوسي في الولايات المتحدة، وتوفي في 22 يناير 1945.